# 李江墓
李江墓，位于中国广东省梅州市五华县安流镇低坑，为梅州市五华县的县级文物保护单位，类型为古墓葬，公布时间为1994年9月。
李江墓的历史年代为清代。